# Pexicopia
Pexicopia é um gênero de traça pertencente à família Gelechiidae. Consiste de 22 espécies, que é encontrada na Europa.
Dependendo de sua localização, as traças tornam-se mariposas entre julho a agosto.
Uma das fontes de alimento das larvas é a Althaea officinalis.

## Espécies
P. arenicola

P. bathropis

P. catharia

P. chalcotora

P. cryphia

P. dascia

P. desmanthes

P. diasema

P. dictyomorpha

P. epactaea

P. euryanthes

P. karachiella

P. lutarea

P. malvella (Hollyhock Seed Moth)

P. melitolicna

P. mimetica

P. nephelombra

P. paliscia

P. pheletes

P. plinthodes

P. proselia

P. pycnoda